# Tepanco de López
Tepanco de López es una población del estado mexicano de Puebla. Se localiza en el sureste del territorio. Es cabecera del Municipio de Tepanco de López. Con 3,400 habitantes es la tercera localidad más poblada del municipio.

## Toponimia
Tepanco es un topónimo de origen náhuatl. El nombre de manera fonética tiene dos posibles traducciones. Puede ser derivado del vocablo Tepantli (límite o lindero) y -co (Partícula locativa). En este caso, puede entenderse como "En el lindero". La otra posibilidad es cuando se deriva de Tepan (pedregal) y -co, de donde puede traducirse como "En el pedregal". De acuerdo al glifo de la comunidad este toma otra interpretación: "Tetepantli" (Muro de piedra, representado por los ladrillos) y -co (Partícula locativa que aparece en la base de "Dientes") lo que se comprendería como "Lugar de muros de piedra"o "Cerca de los muros de piedra". Probablemente todas las interpretaciones apunten a su cercanía con los cerros que sirven de borde o límite entre el Valle de Tehuacán y el Valle de Tecamachalco.
El apellido López se le da a la localidad y al municipio el 27 de abril de 1869 por decreto del Congreso del Estado de Puebla, cuando aún pertenecía al extinto Partido de Tehuacán, en honor a las destacadas actuaciones en Oaxaca del guerrillero liberal José María "El Güero" López oriundo del lugar.

## Lugares turísticos

### Iglesia de San Juan Bautista
Frente a la plaza central de Tepanco de López, se ubica el templo católico del siglo XVIII dedicado a San Juan Bautista (Fiesta patronal 24 de junio), en su interior con bellos retablos barrocos en los estilos de columna estípite y salomónica, el templo de una sola torre que conjuga el barroco primer cuerpo y estilo neoclásico tardío en remate, la planta en cruz latina con una nave de cañón corrido y nervaduras, en los coros del crucero están dos grandes lienzos de Rafael Ximenez y Planez "La Virgen del apocalipsis" y "Las dolorosas a los pies del crucificado", aún conserva esculturas y pinturas barrocas en los retablos tanto central como laterales y en el retablo del sagrario hay una bella pintura barroca de la Virgen de Guadalupe y el ataúd y escultura del          "Santo entierro" está adornado con finas joyas y textiles bordados.

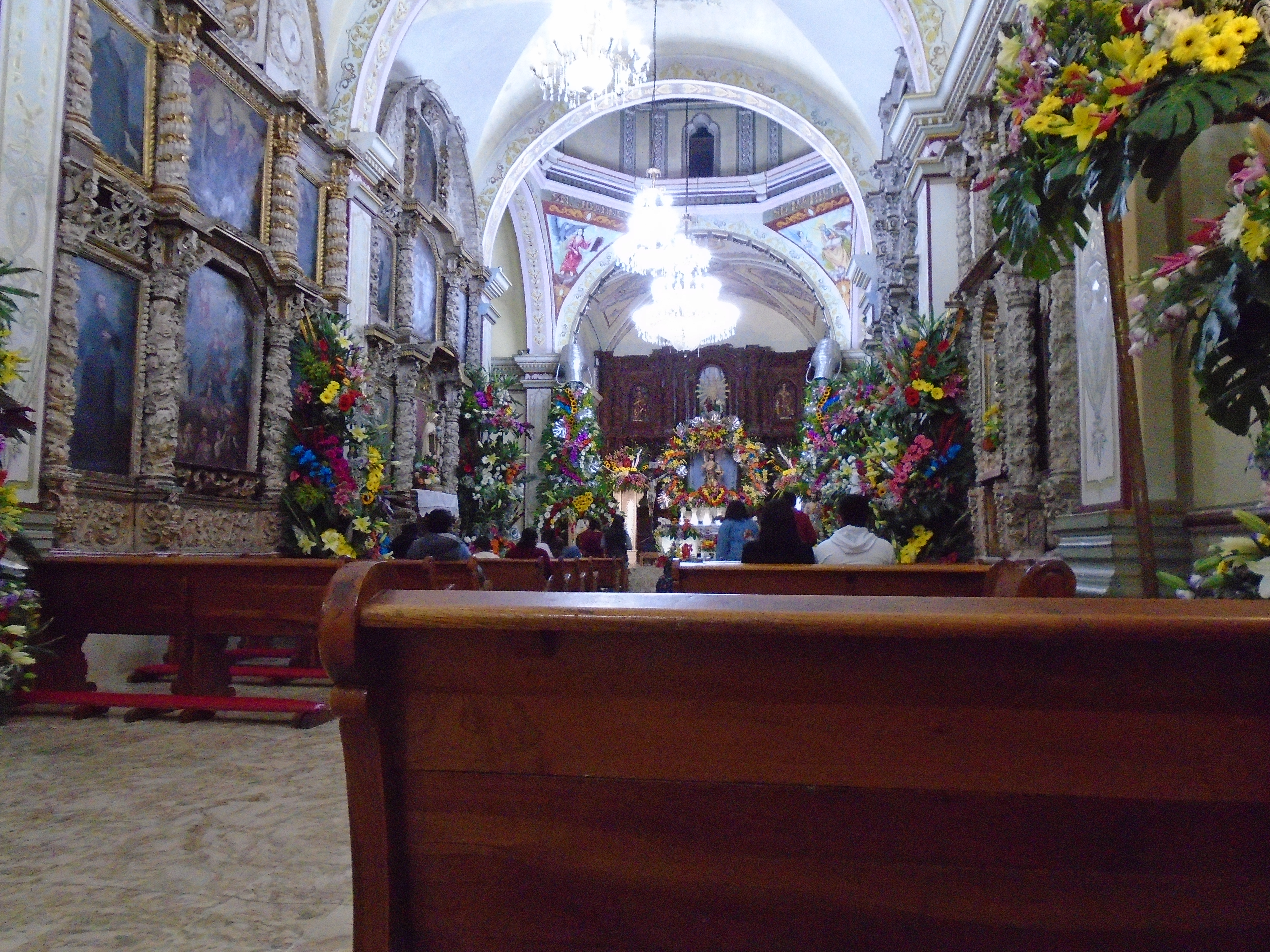
Vista interior de la nave, altar y cúpula del templo a San Juan Bautista, construida en 1737.

### Imagen Monumental de Cristo Rey
En la cúspide del Cerro del Cococpatlce ubicado al suroeste de la comunidad se encuentra el monumento de Jesús de Nazaret abriendo sus brazos apuntando al pueblo y en las laderas se encuentra escrita la leyenda "Viva Cristo Rey" , que fuera usada como grito de guerra de los ejércitos cristeros. Esta imagen fue construida en el año de 1962. Tanto el cerro, como la imagen ofrecen espectaculares vistas del valle de Tehuacán y de comunidades aledañas. Cada año en el marco de la solemnidad de Cristo Rey del Universo se celebra una procesión nocturna desde la iglesia hasta el pie de la imagen, donde se celebra una misa y una vigilia, con una celebración importante al día siguiente.

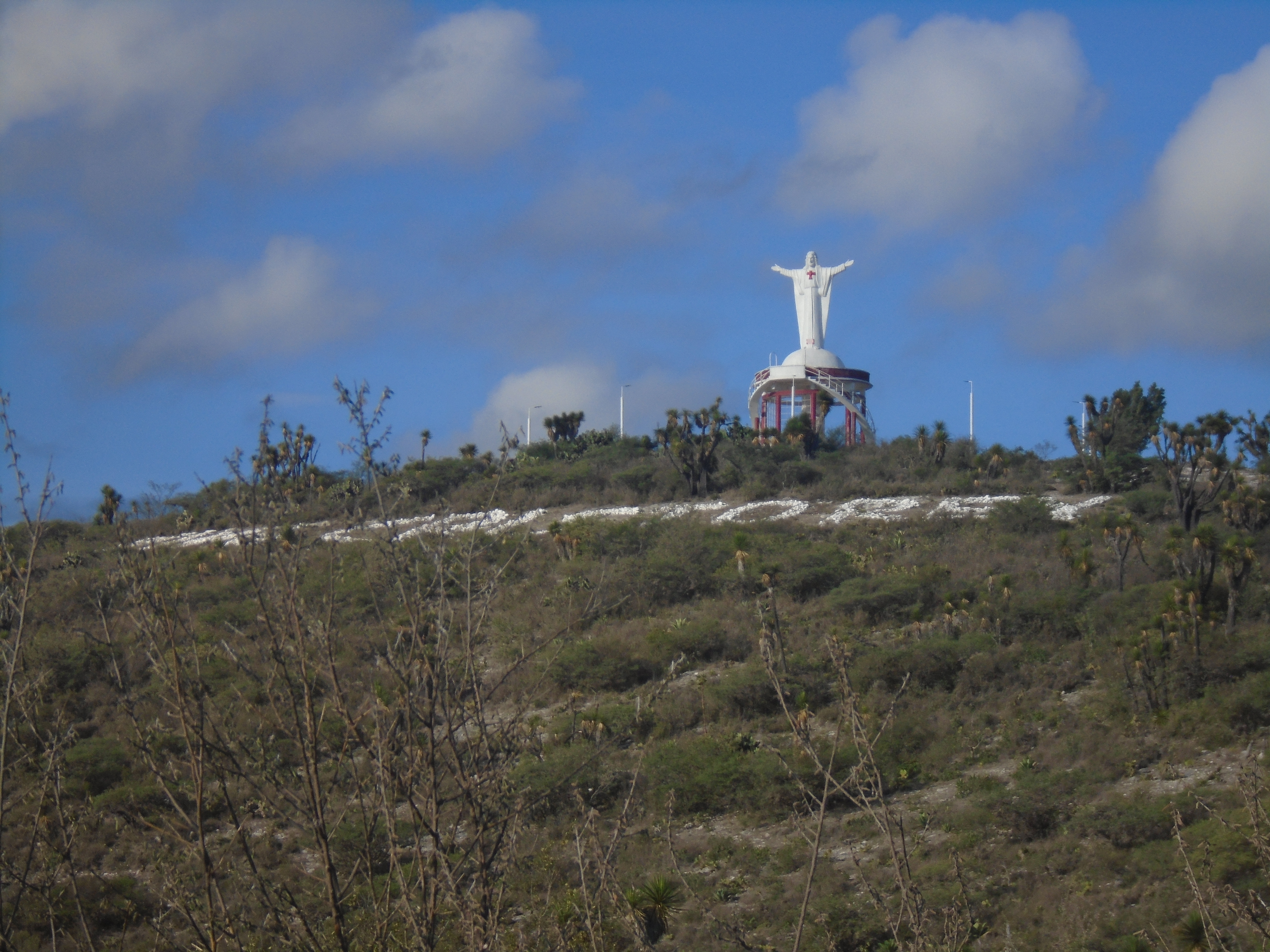
En la imagen se observa el grabado "Viva Cristo Rey" en la ladera del cerro.

## Cultura

### Adobo de Carnero
Como icono de la cultura tepanqueña se encuentra el conocido adobo de carnero, preparado con carne de un borrego u oveja en una salsa de una gran variedad de chiles secos y especias, tradicionalmente en la presentación se le suele acompañar con unas hojas de lechuga, rodajas de cebolla y rábanos. Se le puede encontrar en gran parte del año, pero especialmente durante la fiesta patronal en la llamada "Feria del adobo", que atrae a locales y ajenos a degustar este platillo.

### Música
Entre la música tradicional de la comunidad se encuentran los grupos de bandas de regional mexicano, con instrumentos como tarolas, bombos, tubas o trompetas. También abundan los tríos o estudiantinas